# Iranska Pro Liga 2002./03.

## Iran

### Konačna ljestvica
Konačna ljestvica Iranske premijer lige za sezonu 2002/03.
```
                      Utak.  Pb  N   Pz  Ps:Pr  Bod.
 1.
Sepahan Isfahan
     26   16  04  06   47:27   52  
 2.
Pas Tehran
          26   13  06  07   37:23   45
 3.
Persepolis Teheran
  26   11  11  04   30:21   44
 4.
Fajre Sepasi
        26   11  09  06   28:21   42
 5.
Paykan Teheran
      26   10  07  09   27:24   37
 6.
Saipa Teheran
       26   09  08  09   29:30   35
 7.
Foolad Ahvaz
        26   09  07  10   34:36   34
 8.
Zob Ahan Isfahan
    26   10  04  12   22:29   34
 9.
Esteghlal Teheran
   26   08  08  10   32:30   32
10.
Bargh Shiraz
        26   09  05  12   28:37   32
11.
Esteghlal Ahvaz
     26   06  10  10   24:30   28
12.
Abu Muslem Mashhad
  26   05  11  10   22:26   26
13.
Sanat Naft Abadan
   26   06  08  12   25:34   26  
14.
Malavan Anzali
      26   06  08  12   17:34   26
```

```
Iranski nogometni prvaci     : Sepahan Isfahan
Ispali iz lige               : Sanat Naft Abadan, Malavan Anzali
Plasirali se iz niže lige    : 
Shemushack Noshahr
, 
Pegah Gilan
```

```
Najbolji strijelac           : 
Edmund Bezik
 (Sepahan)  13 pogodaka
```